# Breil (Maine i Loira)
Breil és un municipi francès situat al departament de Maine i Loira i a la regió de País del Loira. L'any 2007 tenia 275 habitants.

## Demografia

### Població
El 2007 la població de fet de Breil era de 275 persones. Hi havia 120 famílies de les quals 40 eren unipersonals (24 homes vivint sols i 16 dones vivint soles), 40 parelles sense fills, 36 parelles amb fills i 4 famílies monoparentals amb fills.
La població ha evolucionat segons el següent gràfic:
Habitants censats

### Habitatges
El 2007 hi havia 177 habitatges, 125 eren l'habitatge principal de la família, 38 eren segones residències i 14 estaven desocupats. 171 eren cases i 6 eren apartaments. Dels 125 habitatges principals, 93 estaven ocupats pels seus propietaris, 26 estaven llogats i ocupats pels llogaters i 6 estaven cedits a títol gratuït; 1 tenia una cambra, 13 en tenien dues, 20 en tenien tres, 39 en tenien quatre i 52 en tenien cinc o més. 106 habitatges disposaven pel capbaix d'una plaça de pàrquing. A 62 habitatges hi havia un automòbil i a 50 n'hi havia dos o més.

### Piràmide de població
La piràmide de població per edats i sexe el 2009 era:
| Homes | Edats   | Dones |
| ----- | ------- | ----- |
| 0     | 95 o +  | 0     |
| 0     | 90 a 94 | 0     |
| 0     | 85 a 89 | 0     |
| 0     | 80 a 84 | 4     |
| 12    | 75 a 79 | 4     |
| 20    | 70 a 74 | 20    |
| 20    | 65 a 69 | 16    |
| 12    | 60 a 64 | 16    |
| 4     | 55 a 59 | 0     |
| 8     | 50 a 54 | 0     |
| 24    | 45 a 49 | 8     |
| 4     | 40 a 44 | 20    |
| 8     | 35 a 39 | 0     |
| 4     | 30 a 34 | 8     |
| 4     | 25 a 29 | 0     |
| 12    | 20 a 24 | 4     |
| 12    | 15 a 19 | 8     |
| 24    | 10 a 14 | 8     |
| 4     | 5 a 9   | 8     |
| 0     | 0 a 4   | 8     |

## Economia
El 2007 la població en edat de treballar era de 149 persones, 99 eren actives i 50 eren inactives. De les 99 persones actives 84 estaven ocupades (49 homes i 35 dones) i 15 estaven aturades (9 homes i 6 dones). De les 50 persones inactives 26 estaven jubilades, 13 estaven estudiant i 11 estaven classificades com a «altres inactius».

### Ingressos
El 2009 a Breil hi havia 126 unitats fiscals que integraven 280 persones, la mediana anual d'ingressos fiscals per persona era de 13.931 €.

### Activitats econòmiques
Dels 10 establiments que hi havia el 2007, 1 era d'una empresa alimentària, 5 d'empreses de construcció, 1 d'una empresa de comerç i reparació d'automòbils, 1 d'una empresa d'informació i comunicació i 2 d'empreses de serveis.
Dels 5 establiments de servei als particulars que hi havia el 2009, 1 era un taller de reparació d'automòbils i de material agrícola, 3 paletes i 1 fusteria.
L'únic establiment comercial que hi havia el 2009 era una fleca.
L'any 2000 a Breil hi havia 15 explotacions agrícoles que ocupaven un total de 693 hectàrees.

## Equipaments sanitaris i escolars
El 2009 hi havia una escola maternal integrada dins d'un grup escolar amb les comunes properes formant una escola dispersa.

## Poblacions properes
El següent diagrama mostra les poblacions més properes.